# Тюрьма (фильм, 1988)
«Тюрьма» (англ. Prison) — фильм ужасов режиссёра Ренни Харлина. Премьера фильма состоялась 4 марта 1988 года.

## Сюжет
В 1964 году Чарлз Форсайт был посажен на электрический стул за убийство, совершенное им в тюрьме. Жалобы заключенных на пытки и жестокость привели к закрытию тюрьмы. Через двадцать лет тюрьму открыли, и во главе её стал тот же директор, что и прежде. Дух казненного возвращается, чтобы отомстить своему тюремщику.

## В ролях
- Вигго Мортенсен — Берк / Чарли Форсайт
- Челси Филд — Кэтрин Уокер
- Лейн Смит — начальник тюрьмы Итан Шарп
- Линкольн Килпатрик — Крез
- Том Эверетт — Кролик
- Айвэн Кейн — Джо «Лазанья» Ладзано
- Андре Де Шилдс — Сандор
- Томми Листер — Малыш
- Мики Ябланс — Брайан Янг
- Ларри Флэш Дженкинс — Херши
- Арлен Дин Снайдер — капитан Карл Хортон
- Хэл Лэндон мл. — Уоллис
- Кейн Ходдер — Чарли Форсайт
- Мэтт Кэйнен — Джонсон